# Eskevej (Nørre Lyndelse)
 Eskevej er en to sporet omfartsvej der går syd om Nørre Lyndelse. Vejen er en del af primærrute 43 der går imellem Faaborg og Årslev. 
Vejen skal få den tung trafik der kom fra Faaborg, til at blive ledt syd om Nørre Lyndelse og ud til Svendborgmotorvejen ved Årslev, så byen ikke blev belastet af for meget tung trafik.
Vejen forbinder Albanivej i vest med Svendborgmotorvejen primærrute 9 i øst, og har forbindelse til Feltoftevej og Lumbyvej.